# Рашкув (гміна)
Гміна Рашкув (пол. Gmina Raszków) — місько-сільська гміна у північно-західній Польщі. Належить до Островського повіту Великопольського воєводства.
Станом на 31 грудня 2011 у гміні проживало 11786 осіб.

## Територія
Згідно з даними за 2007 рік площа гміни становила 134.46 км², у тому числі:
- орні землі: 85.00 %
- ліси: 7.00 %

Таким чином, площа гміни становить 11.58 % площі повіту.

## Населення
Станом на 31 грудня 2011:
| Опис     | Загалом | Загалом | Чоловіки | Чоловіки | Жінки | Жінки |
| -------- | ------- | ------- | -------- | -------- | ----- | ----- |
| одиниця  | осіб    | %       | осіб     | %        | осіб  | %     |
| все      | 11786   | 100     | 5896     | 50.03    | 5890  | 49.97 |
| міське   | 2076    | 100     | 1030     | 49.61    | 1046  | 50.39 |
| сільське | 9710    | 100     | 4866     | 50.11    | 4844  | 49.89 |

## Сусідні гміни
Гміна Рашкув межує з такими гмінами: Добжиця, Кротошин, Острув-Велькопольський, Острув-Велькопольський, Плешев.